# 舟橋駅
舟橋駅（チュギョえき）は、大韓民国忠清南道保寧市にかつて存在した韓国鉄道公社長項線の駅である。

## 歴史
- 1929年12月1日：簡易停留場として開業。
- 日時不明：廃止。
- 1966年2月21日：無配置簡易駅として再開業[1]。
- 2004年7月15日：旅客輸送中止[2]。
- 2008年1月1日：廃止[3]。